# 8730 Iidesan
8730 Iidesan este un asteroid din centura principală de asteroizi.

## Descriere
8730 Iidesan este un asteroid din centura principală de asteroizi. A fost descoperit pe 10 noiembrie 1996 la Nanyo de Tomimaru Okuni. El prezintă o orbită caracterizată de o semiaxă mare de 2,37 ua, o excentricitate de 0,22 și o înclinație de 1,2° în raport cu ecliptica.